# Echinula
Echinula is een monotypisch geslacht van schimmels uit de familie Hyaloscyphaceae. Het bevat alleen Echinula asteriadiformis.